# Falsches Kap Hoorn

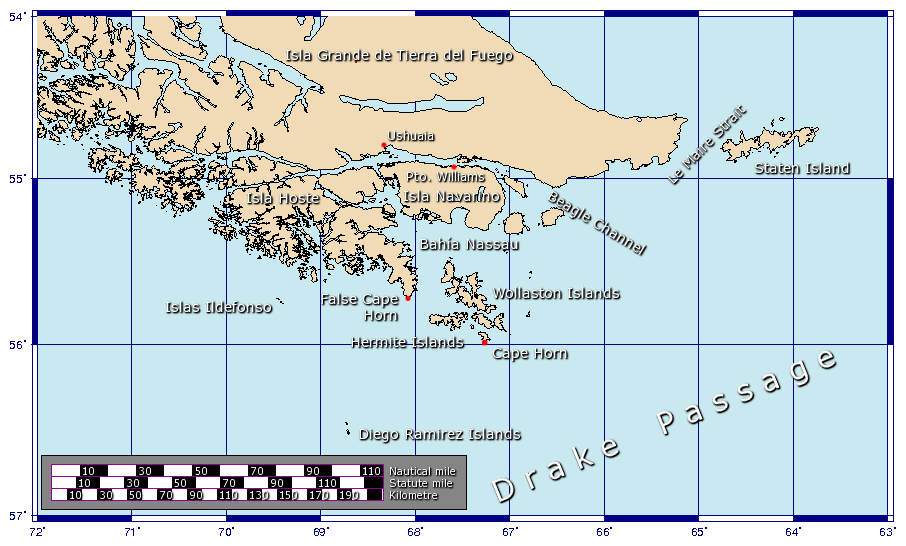
Die Inseln um das Kap Hoorn mit dem Falschen Kap Hoorn

Das Falsche Kap Hoorn (spanisch Falso Cabo de Hornos) ist eine Landspitze auf der chilenischen Insel Hoste. Das Falsche Kap Hoorn stellt den südlichsten Punkt der größeren Inseln des Feuerland-Archipels dar. Es gehört administrativ zur Región de Magallanes y de la Antártica Chilena.
Seinen Namen erhielt diese Landspitze in der Zeit der Seefahrt, als sie häufig mit dem „echten“ Kap Hoorn (56 Kilometer  weiter südöstlich) verwechselt wurde. Von Westen über die Clipper-Route kommende Schiffe sahen im Falschen Kap Hoorn die Struktur des wirklichen Kap Hoorn, worauf sie – im Glauben, die Drakestraße erreicht zu haben – nach Osten auf die Wollaston-Inseln zusegelten. Aufgrund dieses Irrtums versanken mehrere Schiffe.
Das Kap befindet sich im Nationalpark Alberto De Agostini.